# جولیا میکلینی
جولیا میکلینی (ایتالیایی: Giulia Michelini؛ زادهٔ ۲ ژوئن ۱۹۸۵) هنرپیشه اهل ایتالیا است.
از فیلم‌هایی که وی در آن نقش داشته است، می‌توان به مرا به خاطر بسپار، عشق من، هیچ‌کجا مثل خانه نیست، تحت درمان و اسب‌ها اشاره کرد.